# 莊拿芬·亞哥斯達
莊拿芬·利安納·亞哥斯達（西班牙語：Jonatan Leonel Acosta，1988年10月11日—），生於阿根廷布宜诺斯艾利斯省伊西德羅卡薩諾瓦，是一名現役阿根廷足球運動員，司職中場，現時效力香港超級聯賽球會冠忠南區。

## 球會生涯
亞哥斯達職業生涯於科洛尼亞廣場展開，2013年由阿根廷遠道香港加盟愉園，效力一年後返回阿根廷，期間效力多支阿根廷低組別球會。2018年1月加盟馬來西亞超級足球聯賽球會雪州發展局。2019年2月16日，亞哥斯達第二度返回香港加盟夢想FC，翌日即為球會上陣港超聯迎戰佳聯元朗，68分鐘後備上陣的他於82分鐘攻入一球，協助球隊贏四比一。亞哥斯達在夢想FC半年內上陣七場攻入兩球，但球隊在季尾宣佈因班費問題，自願降至港甲。
2019年7月19日，港超球會理文宣佈簽入亞哥斯達。效力期間，他為理文上陣101場，取得15個入球和貢獻22個助攻。
2024年夏天，亞哥斯達轉投另一支港超球會冠忠南區。2025年5月1日，2024-2025年度賽馬會菁英盃於旺角大球場上演，結果冠忠南區以4:0擊敗理文奪得冠軍，亞哥斯達射入其中一個入球。

## 榮譽
理文
- 香港超級聯賽冠軍（2023–24）

冠忠南區
- 香港菁英盃冠軍（2024–25）

## 外部鏈接
- Soccerway資料庫：莊拿芬·亞哥斯達
- 莊拿芬·亞哥斯達的Instagram帳戶
- 亞哥斯達在夢想足球隊的訪問